# Dennis Spiegel
Dennis Spiegel é um compositor americano. Como reconhecimento, foi nomeado ao Oscar 2014 na categoria de Melhor Canção Original por "Alone yet Not Alone" de Alone yet Not Alone. No entanto, teve sua nomeação cancelada, pois a premiação concluiu que Bruce Broughton, co-compositor da canção, havia feito campanha imprópria para os demais votantes.